# Giro di Sicilia 2019
Il Giro di Sicilia 2019, ventiquattresima edizione della corsa, si è svolta dal 3 al 6 aprile 2019 su un percorso di 708 km, suddivisi in 4 tappe in linea, con partenza da Catania e con arrivo sull'Etna. La gara era valida per il calendario dell'UCI Europe Tour 2019 e per quello della Ciclismo Cup 2019. La vittoria è stata appannaggio dello statunitense Brandon McNulty, che ha completato il percorso in 18h07'24", precedendo il francese Guillaume Martin e l'italiano Fausto Masnada.
Al traguardo dell'Etna 75 ciclisti, su 126 partiti da Catania, hanno portato a termine la competizione.

## Tappe
| Tappa  | Data     | Percorso                         | km  | Vincitore di tappa   | Leader cl. generale  |
| ------ | -------- | -------------------------------- | --- | -------------------- | -------------------- |
| 1ª     | 3 aprile | Catania > Milazzo                | 165 | Riccardo Stacchiotti | Riccardo Stacchiotti |
| 2ª     | 4 aprile | Capo d'Orlando > Palermo         | 236 | Manuel Belletti      | Manuel Belletti      |
| 3ª     | 5 aprile | Caltanissetta > Ragusa           | 188 | Brandon McNulty      | Brandon McNulty      |
| 4ª     | 6 aprile | Giardini Naxos > Etna (Nicolosi) | 119 | Guillaume Martin     | Brandon McNulty      |
| Totale | Totale   | Totale                           | 708 |                      |                      |

## Squadre e corridori partecipanti
Partecipano 18 squadre da 7 corridori ciascuno, per un totale di 126 corridori. L'UAE Team Emirates è l'unica squadra World Tour, a cui si aggiungono 10 squadre Professional Continental e 7 squadre Continental.
| N.    | Cod. | Squadra                          |
| ----- | ---- | -------------------------------- |
| 1-7   | UAD  | UAE Team Emirates                |
| 11-17 | AMO  | Amore & Vita-Prodir              |
| 21-27 | ANS  | Androni Giocattoli-Sidermec      |
| 31-37 | BRD  | Bardiani CSF                     |
| 41-47 | CBS  | Coldeportes Bicicletas Strongman |
| 51-57 | AZT  | D'Amico UM Tools                 |
| 61-67 | DMP  | Delko Marseille Provence         |
| 71-77 | GAZ  | Gazprom-RusVelo                  |
| 81-87 | GTV  | Giotti Victoria-Palomar          |

| N.      | Cod. | Squadra                       |
| ------- | ---- | ----------------------------- |
| 91-97   | ICA  | Israel Cycling Academy        |
| 101-107 | KMT  | Kometa Cycling Team           |
| 111-117 | NSK  | Neri Sottoli Selle Italia KTM |
| 121-127 | NIP  | Nippo-Vini Fantini-Faizanè    |
| 131-137 | RLY  | Rally UHC Cycling             |
| 141-147 | RIW  | Riwal Readynez Cycling Team   |
| 151-157 | SAN  | Sangemini-Trevigiani-MG.Kvis  |
| 161-167 | CPK  | Team Colpack                  |
| 171-177 | WGG  | Wanty-Gobert Cycling Team     |

## Dettagli delle tappe

### 1ª tappa
- 3 aprile: Catania > Milazzo – 165 km

Risultati
| Pos. | Corridore            | Squadra      | Tempo    |
| ---- | -------------------- | ------------ | -------- |
| 1    | Riccardo Stacchiotti | Giotti V.    | 3h48'02" |
| 2    | Manuel Belletti      | Androni      | s.t.     |
| 3    | Luca Pacioni         | Neri Sottoli | s.t.     |

| Pos. | Corridore            | Squadra      | Tempo    |
| ---- | -------------------- | ------------ | -------- |
| 1    | Riccardo Stacchiotti | Giotti Vic.  | 3h47'52" |
| 2    | Manuel Belletti      | Androni      | a 4"     |
| 3    | Luca Pacioni         | Neri Sottoli | a 6"     |

### 2ª tappa
- 4 aprile: Capo d'Orlando > Palermo – 236 km

Risultati
| Pos. | Corridore            | Squadra     | Tempo    |
| ---- | -------------------- | ----------- | -------- |
| 1    | Manuel Belletti      | Androni     | 5h59'16" |
| 2    | Riccardo Stacchiotti | Giotti Vic. | s.t.     |
| 3    | Juan S. Molano       | UAE Emir.   | s.t.     |

| Pos. | Corridore            | Squadra     | Tempo    |
| ---- | -------------------- | ----------- | -------- |
| 1    | Manuel Belletti      | Androni     | 9h47'02" |
| 2    | Riccardo Stacchiotti | Giotti Vic. | s.t.     |
| 3    | Juan S. Molano       | UAE Emir.   | a 12"    |

### 3ª tappa
- 5 aprile: Caltanissetta > Ragusa – 188 km

Risultati
| Pos. | Corridore            | Squadra      | Tempo    |
| ---- | -------------------- | ------------ | -------- |
| 1    | Brandon McNulty      | Rally        | 4h42'28" |
| 2    | Odd Christian Eiking | Wanty        | a 55"    |
| 3    | Giovanni Visconti    | Neri Sottoli | a 56"    |

| Pos. | Corridore            | Squadra      | Tempo     |
| ---- | -------------------- | ------------ | --------- |
| 1    | Brandon McNulty      | Rally        | 14h29'36" |
| 2    | Odd Christian Eiking | Wanty        | a 59"     |
| 3    | Giovanni Visconti    | Neri Sottoli | a 1'02"   |

### 4ª tappa
- 6 aprile: Giardini Naxos > Etna (Nicolosi)  – 119 km

Risultati
| Pos. | Corridore        | Squadra      | Tempo    |
| ---- | ---------------- | ------------ | -------- |
| 1    | Guillaume Martin | Wanty        | 3h37'34" |
| 2    | Fausto Masnada   | Androni      | a 10"    |
| 3    | Dayer Quintana   | Neri Sottoli | a 13"    |

| Pos. | Corridore        | Squadra   | Tempo     |
| ---- | ---------------- | --------- | --------- |
| 1    | Brandon McNulty  | Rally UHC | 18h07'24" |
| 2    | Guillaume Martin | Wanty     | a 42"     |
| 3    | Fausto Masnada   | Androni   | a 56"     |

## Evoluzione delle classifiche
| Tappa              | Vincitore            | Classifica generale Maglia rossa e gialla | Classifica a punti Maglia arancione | Classifica scalatori Maglia verde pistacchio | Classifica giovani Maglia bianca |
| ------------------ | -------------------- | ----------------------------------------- | ----------------------------------- | -------------------------------------------- | -------------------------------- |
| 1ª                 | Riccardo Stacchiotti | Riccardo Stacchiotti                      | Riccardo Stacchiotti                | Isaac Canton Serrano                         | Juan Sebastián Molano            |
| 2ª                 | Manuel Belletti      | Manuel Belletti                           | Manuel Belletti                     | Isaac Canton Serrano                         | Juan Sebastián Molano            |
| 3ª                 | Brandon McNulty      | Brandon McNulty                           | Manuel Belletti                     | Fausto Masnada                               | Brandon McNulty                  |
| 4ª                 | Guillaume Martin     | Brandon McNulty                           | Manuel Belletti                     | Fausto Masnada                               | Brandon McNulty                  |
| Classifiche finali | Classifiche finali   | Brandon McNulty                           | Manuel Belletti                     | Fausto Masnada                               | Brandon McNulty                  |

Maglie indossate da altri ciclisti in caso di due o più maglie vinte
- Nella 2ª tappa Manuel Belletti ha indossato la maglia arancione al posto di Riccardo Stacchiotti.
- Nella 3ª tappa Riccardo Stacchiotti ha indossato la maglia arancione al posto di Manuel Belletti
- Nella 4ª tappa Odd Christian Eiking ha indossato la maglia bianca al posto di Brandon McNulty.

## Classifiche finali

### Classifica generale - Maglia rossa e gialla
| Pos. | Corridore         | Squadra      | Tempo     |
| ---- | ----------------- | ------------ | --------- |
| 1    | Brandon McNulty   | Rally        | 18h07'24" |
| 2    | Guillaume Martin  | Wanty        | a 42"     |
| 2    | Fausto Masnada    | Androni      | a 56"     |
| 4    | Aleksandr Vlasov  | Gazprom      | a 1'11"   |
| 5    | Giovanni Visconti | Neri Sottoli | a 1'24"   |
| 6    | Jan Polanc        | UAE          | a 1'34"   |
| 7    | Dayer Quintana    | Neri Sottoli | a 2'02"   |
| 8    | Mauro Finetto     | Delko        | a 2'03"   |
| 9    | Michel Ries       | Kometa       | a 2'11"   |
| 10   | Simone Petilli    | UAE          | a 2'16"   |

### Classifica a punti - Maglia arancione
| Pos. | Corridore         | Squadra      | Punti |
| ---- | ----------------- | ------------ | ----- |
| 1    | Manuel Belletti   | Androni      | 25    |
| 2    | Brandon McNulty   | Rally        | 19    |
| 3    | Guillaume Martin  | Wanty        | 14    |
| 4    | Giovanni Visconti | Neri Sottoli | 13    |
| 5    | Sergej Šilov      | Gazprom      | 12    |

### Classifica scalatori - Maglia verde pistacchio
| Pos. | Corridore        | Squadra | Punti |
| ---- | ---------------- | ------- | ----- |
| 1    | Fausto Masnada   | Androni | 27    |
| 2    | Guillaume Martin | Wanty   | 20    |
| 3    | Brandon McNulty  | Rally   | 12    |
| 4    | Aleksandr Vlasov | Gazprom | 12    |
| 5    | Simone Petilli   | UAE     | 10    |

### Classifica giovani - Maglia bianca
| Pos. | Corridore            | Squadra | Punti     |
| ---- | -------------------- | ------- | --------- |
| 1    | Brandon McNulty      | Rally   | 18h07'24" |
| 2    | Aleksandr Vlasov     | Gazprom | a 1'11"   |
| 3    | Michel Ries          | Kometa  | a 2'11"   |
| 4    | Odd Christian Eiking | Wanty   | a 3'25"   |
| 5    | Juan Pedro López     | Kometa  | a 3'36"   |